# نظام غذائي لأمريكا جديدة
إن كتاب نظام غذائي لأمريكا جديدة (Diet for a New America) هو الأكثر مبيعًا في عام 1987م والذي ألفه جون روبنس. يناقش الكتاب الغذاء النباتي والتأثير البيئي لمزارع تربية الحيوانات وحقوق الحيوانات.
في عام 1991م، أنتجت مجموعة قنوات KCET، أحد فروع Los Angeles PBS، فيلمًا وثائقيًا اعتمادًا على الكتاب المسمى نظام غذائي لأمريكا جديدة ووكان اسم هذا الفيلم: Your Health, Your Planet (صحتكم وكوكبكم). كان جون روبنز الراوي لهذا الفيلم وأبرز مقابلات مع مايكل كلابر، تي كولن كامبل وجون إيه مكدوجال.

## التلقي النقدي
قارن كل من كولمان مكارثي وكليفيلاند أموري الكتاب بكتاب راشيل كارسون المسمى الربيع الصامت(Silent Spring)تغذية. في الافتتاحية الخاصة بكل من الواشنطن بوست وفنجر لاكس تايمز، كتب مكارثي: “لقد كتب روبنس كتابًا يعد النظير الرائد لكتاب ألدو ليوبولد تقويم مقاطعة الرمل (Sand County Almanac)، وكتاب جون راول نظرية العدالة (A Theory of Justice)، وكتاب راشيل كارسون الربيع الصامت.”
كتبت ماريان بوروس في  جريدة نيويورك تايمز  : “لم يكن الكثير مما كان ينبغي على السيد روبنس قوله حول النظام الغذائي في هذا البلد جديرًا بالملاحظة: فنحن نتناول كمية كبيرة جدًا من اللحوم ومنتجات الألبان. فضلاً عن هذا، كان الكثير مما ينبغي على السيد روبنس قوله حول المعاملة الهمجية للحيوانات في المزارع صحيحًا. لكن أضعف السيد روبنس قوة عرضه للكتاب من خلال المبالغة؛ حيث اختلطت الحقائق بمعلومات غير صحيحة وغير دقيقة.”

## وصلات خارجية
- Diet for a New America: Your Health, Your Planet (1991) – Film documentary at أرشيف الإنترنت